# Agonostomus telfairii
Agonostomus telfairii är en fiskart som beskrevs av Bennett 1832. Agonostomus telfairii ingår i släktet Agonostomus och familjen multfiskar. IUCN kategoriserar arten globalt som livskraftig. Inga underarter finns listade i Catalogue of Life.